# Clitaetra simoni
Clitaetra simoni är en spindelart som beskrevs av Benoit 1962. Clitaetra simoni ingår i släktet Clitaetra och familjen Nephilidae.
Artens utbredningsområde är Kongo. Inga underarter finns listade i Catalogue of Life.